# سیارک ۱۱۲۷۹۸
سیارک ۱۱۲۷۹۸ (به انگلیسی: 112798 Kelindsey، نامگذاری:2002PR165) صد و دوازده هزار و هفتصد و نود و هشتمین سیارک کشف شده‌است که در ۸ اوت ۲۰۰۲ کشف شد.